# Canton de Montrichard Val de Cher
Le canton de Montrichard Val de Cher, précédemment appelé canton de Montrichard, est une circonscription électorale française située dans le département de Loir-et-Cher et la région Centre-Val de Loire.

## Géographie
Ce canton est organisé autour de Montrichard dans les arrondissements de Blois et Romorantin-Lanthenay. Son altitude varie de 55 m (Chissay-en-Touraine) à 159 m (Saint-Julien-de-Chédon).

## Histoire
Par décret du 21 février 2014, le nombre de cantons du département est divisé par deux, avec mise en application aux élections départementales de mars 2015. Le canton de Montrichard est conservé et s'agrandit. Il passe de 13 à 16 communes.
Le canton prend sa dénomination actuelle par décret du 24 février 2021.

## Représentation

### Conseillers d'arrondissement (de 1833 à 1940)
| Période                                  | Période      | Identité                                                       | Étiquette   | Qualité |
| ---------------------------------------- | ------------ | -------------------------------------------------------------- | ----------- | --- |
| 1833                                     | 1833         | Claude Athanase Rance ainé (1774-1837)                         |             | Ingénieur en chef des Ponts et Chaussées retraité, propriétaire à Faverolles-sur-Cher                       |
| 1833                                     | 1875         | Louis Alexis Bouchereau (1797-1891)                            |             | Propriétaire à Montrichard                                                                                  |
| 1875                                     | 1889         | Fernand Hû                                                     |             | Propriétaire à Pontlevoy                                                                                    |
| 1889                                     | 1899 (décès) | Léopold de Bodard de La Jacopière (1830-1899)                  | Monarchiste | Propriétaire du château des Bordes à Pontlevoy                                                              |
| 1899                                     | 1910         | Louis de Bodard de La Jacopière (1858-1927, fils du précédent) | Monarchiste | Propriétaire du château des Bordes à Pontlevoy                                                              |
| 1910                                     | 1919         | Ernest Hermenier                                               | Radical     | Maire de Saint-Georges-sur-Cher                                                                             |
| 1919                                     | 1931         | Paul Charitat                                                  | Radical     | Propriétaire à Montrichard                                                                                  |
| 1931                                     | 1940         | Pierre Girault                                                 | Radical     | Maire de Thenay                                                                                             |
| 1940                                     |              |                                                                |             | Les conseils d'arrondissement ont été suspendus par la loi du 12 octobre 1940 et n'ont jamais été réactivés |
| Les données manquantes sont à compléter. |              |                                                                |             | |

### Conseillers généraux de 1833 à 2015
| Période | Période      | Identité                                              | Étiquette       | Qualité |
| ------- | ------------ | ----------------------------------------------------- | --------------- | --- |
| 1833    | 1839         | Jacques Gaigneron de Marolles (1775-1855)             |                 | Propriétaire du château et maire de Chissay-en-Touraine (1804-1851)                                                                   |
| 1839    | 1861         | Louis Rance de Vallagon (1784-1863, fils de Ch.Rance) |                 | Contrôleur des contributions directes, propriétaire, conseiller municipal de Montrichard, suppléant du juge de paix                   |
| 1861    | 1870         | Louis Rance (fils du précédent)                       |                 | Contrôleur des contributions directes, propriétaire Conseiller municipal de Bourré                                                    |
| 1870    | 1871         | Jean-Louis Marquis de Ferrière Le Vayer               |                 | Propriétaire, agriculteur château de la Menaudière, Chissay-en-Touraine                                                               |
| 1871    | 1875 (décès) | Aimé Jacquemain                                       |                 | Propriétaire, maire de Monthou-sur-Cher (1870-1871)                                                                                   |
| 1875    | 1883         | Pierre Parceint                                       | Républicain     | Négociant, viticulteur, propriétaire Propriétaire du château de l'Audronnière Maire de Faverolles-sur-Cher (1876-1877 et 1877-1884)   |
| 1883    | 1907         | Aquilas Raguin                                        | Rad.            | Vétérinaire, inspecteur des abattoirs de Tours Maire de Montrichard (1881-1900)                                                       |
| 1907    | 1931         | Victor Legros                                         | RG              | Médecin Conseiller municipal de Montrichard Député (1914-1924 et 1925-1932)                                                           |
| 1931    | 1940         | Paul Charitat (1878-1964)                             | Rad.            | Vétérinaire Conseiller municipal de Montrichard, conseiller d'arrondissement                                                          |
|         |              |                                                       |                 | |
| 1943    | 1945         | André Troupeau                                        |                 | Militaire Maire de Montrichard Nommé conseiller départemental en 1943                                                                 |
|         |              |                                                       |                 | |
| 1945    | 1961         | Paul Charitat                                         | Rad.            | Vétérinaire Conseiller municipal de Montrichard                                                                                       |
| 1961    | 1967         | Roger Phelebon (1890-1978)                            | UNR puis SE     | Médecin Maire de Montrichard (1959-1965)                                                                                              |
| 1967    | 1998         | Roger Goemaere                                        | UDR puis RPR    | Maître imprimeur Président du Conseil général (1988-1998) Ancien député (1962-1967) Maire de Montrichard (1965-1977)                  |
| 1998    | 2015         | Jean-Marie Janssens                                   | UDF puis NC-UDI | Ancien agriculteur-éleveur Maire de Chissay-en-Touraine (1995-2008) puis de Montrichard (2014-2015) Vice-président du Conseil général |

### Conseillers départementaux à partir de 2015
| Période élective | Période élective | Mandat | Mandat   | Identité            | Nuance | Nuance | Qualité |
| ---------------- | ---------------- | ------ | -------- | ------------------- | ------ | ------ | --- |
| 2015             | 2021             | 2015   | 2021     | Dominique Chaumeil  |        | PCD    | Pharmacienne à Contres (Le Controis-en-Sologne) |
| 2015             | 2021             | 2015   | 2021     | Jean-Marie Janssens |        | DVC    | Maire de Montrichard (2014-2015) Maire de Montrichard Val de Cher (2016-2017) Vice-Président du Conseil départemental (2015-2017) Sénateur UC-Les Centristes depuis septembre 2017 |
| 2021             | 2028             | 2021   | en cours | Jacques Paoletti    |        | DVD    | Fonctionnaire, maire de Saint-Georges-sur-Cher |
| 2021             | 2028             | 2021   | en cours | Elodie Péan         |        | LR     | Conseillère municipale déléguée, Le Controis-en-Sologne, collaboratrice parlementaire de Guillaume Peltier                                                                         |

### Résultats détaillés

#### Élections de mars 2015
À l'issue du 1er tour des élections départementales de 2015, deux binômes sont en ballottage : Dominique Chaumeil et Jean-Marie Janssens (Union de la Droite, 36,31 %) et Jean-Luc Brault et Christine Olivier (DVD, 35,93 %). Le taux de participation est de 58,16 % (8 955 votants sur 15 396 inscrits) contre 53,42 % au niveau départemental et 50,17 % au niveau national.
Au second tour, Dominique Chaumeil et Jean-Marie Janssens (Union de la Droite) sont élus avec 50,06 % des suffrages exprimés et un taux de participation de 59,11 % (4 276 voix pour 9 100 votants et 15 396 inscrits).

#### Élections de juin 2021
Le premier tour des élections départementales de 2021 est marqué par un très faible taux de participation (33,26 % au niveau national). Dans le canton de Montrichard Val de Cher, ce taux de participation est de 40,02 % (6 224 votants sur 15 551 inscrits) contre 35,86 % au niveau départemental. À l'issue de ce premier tour, deux binômes sont en ballottage : Jacques Paoletti et Elodie Pean (DVD, 40,52 %) et Jean-Marie Janssens et Élisabeth Pennequin (Union à droite, 29,41 %).
Le second tour des élections est marqué une nouvelle fois par une abstention massive équivalente au premier tour. Les taux de participation sont de 34,36 % au niveau national, 35,81 % dans le département et 40,02 % dans le canton de Montrichard Val de Cher. Jacques Paoletti et Elodie Pean (DVD) sont élus avec 61,04 % des suffrages exprimés (3 440 voix pour 6 224 votants et 15 554 inscrits),,.

## Composition

### Composition avant 2015
Le canton de Montrichard, d'une superficie de 273 km2, était composé de treize communes.
| Nom                     | Code Insee | Codepostal | Superficie (km2) | Population (dernière pop. légale) | Densité (hab./km2) |
| ----------------------- | ---------- | ---------- | ---------------- | --------------------------------- | ------------------ |
| Montrichard (chef-lieu) | 41151      | 41400      | 14,36            | 3 383 (2012)                      | 236                |
| Angé                    | 41002      | 41400      | 17,36            | 848 (2012)                        | 49                 |
| Bourré                  | 41023      | 41400      | 4,84             | 700 (2012)                        | 145                |
| Chaumont-sur-Loire      | 41045      | 41150      | 26,84            | 1 089 (2012)                      | 41                 |
| Chissay-en-Touraine     | 41051      | 41400      | 18,17            | 1 157 (2012)                      | 64                 |
| Faverolles-sur-Cher     | 41080      | 41400      | 15,51            | 1 305 (2012)                      | 84                 |
| Monthou-sur-Cher        | 41146      | 41400      | 20,16            | 969 (2012)                        | 48                 |
| Pontlevoy               | 41180      | 41400      | 51,12            | 1 538 (2012)                      | 30                 |
| Rilly-sur-Loire         | 41189      | 41150      | 10,22            | 457 (2012)                        | 45                 |
| Saint-Georges-sur-Cher  | 41211      | 41400      | 23,78            | 2 557 (2012)                      | 108                |
| Saint-Julien-de-Chédon  | 41217      | 41400      | 9,87             | 738 (2012)                        | 75                 |
| Thenay                  | 41257      | 41400      | 20,03            | 844 (2012)                        | 42                 |
| Vallières-les-Grandes   | 41267      | 41400      | 40,75            | 855 (2012)                        | 21                 |

### Composition depuis 2015
Lors du redécoupage de 2014, le canton de Montrichard comprenait seize communes.
À la suite de la fusion de Bourré et Montrichard pour former la commune nouvelle de Montrichard Val de Cher au 1er janvier 2016 et à celle de Contres et Thenay dans la commune nouvelle Le Controis-en-Sologne le 1er janvier 2019, il comprend désormais quatorze communes entières.
| Nom                                             | Code Insee | Intercommunalité        | Superficie (km2) | Population (dernière pop. légale)              | Densité (hab./km2) | Modifier                                    |
| ----------------------------------------------- | ---------- | ----------------------- | ---------------- | ---------------------------------------------- | ------------------ | ------------------------------------------- |
| Montrichard Val de Cher (bureau centralisateur) | 41151      | CC Val-de-Cher-Controis | 19,20            | 3 641 (2022)                                   | 190                | modifier les données · modifier les données |
| Chissay-en-Touraine                             | 41051      | CC Val-de-Cher-Controis | 18,17            | 1 076 (2022)                                   | 59                 | modifier les données · modifier les données |
| Choussy                                         | 41054      | CC Val-de-Cher-Controis | 15,45            | 352 (2022)                                     | 23                 | modifier les données · modifier les données |
| Le Controis-en-Sologne                          | 41059      | CC Val-de-Cher-Controis | 100,41           | Fraction : 4 547 (2022) Commune : 6 787 (2022) | 68                 | modifier les données · modifier les données |
| Couddes                                         | 41062      | CC Val-de-Cher-Controis | 18,64            | 534 (2022)                                     | 29                 | modifier les données · modifier les données |
| Faverolles-sur-Cher                             | 41080      | CC Val-de-Cher-Controis | 15,51            | 1 426 (2022)                                   | 92                 | modifier les données · modifier les données |
| Fresnes                                         | 41094      | CC Val-de-Cher-Controis | 16,02            | 1 199 (2022)                                   | 75                 | modifier les données · modifier les données |
| Monthou-sur-Cher                                | 41146      | CC Val-de-Cher-Controis | 20,16            | 993 (2022)                                     | 49                 | modifier les données · modifier les données |
| Oisly                                           | 41166      | CC Val-de-Cher-Controis | 10,61            | 390 (2022)                                     | 37                 | modifier les données · modifier les données |
| Pontlevoy                                       | 41180      | CC Val-de-Cher-Controis | 51,12            | 1 537 (2022)                                   | 30                 | modifier les données · modifier les données |
| Saint-Georges-sur-Cher                          | 41211      | CC Val-de-Cher-Controis | 23,78            | 2 711 (2022)                                   | 114                | modifier les données · modifier les données |
| Saint-Julien-de-Chédon                          | 41217      | CC Val-de-Cher-Controis | 9,87             | 777 (2022)                                     | 79                 | modifier les données · modifier les données |
| Sassay                                          | 41237      | CC Val-de-Cher-Controis | 16,44            | 1 110 (2022)                                   | 68                 | modifier les données · modifier les données |
| Vallières-les-Grandes                           | 41267      | CC Val-de-Cher-Controis | 40,75            | 944 (2022)                                     | 23                 | modifier les données · modifier les données |
| Canton de Montrichard Val de Cher               | 4107       |                         |                  | 21 237 (2022)                                  |                    | modifier les données                        |

## Démographie

### Démographie avant 2015

#### Évolution démographique
| 1962   | 1968   | 1975   | 1982   | 1990   | 1999   | 2006   | 2011   | 2012   |
| ------ | ------ | ------ | ------ | ------ | ------ | ------ | ------ | ------ |
| 13 540 | 14 113 | 14 471 | 14 812 | 14 809 | 15 188 | 15 698 | 16 391 | 16 440 |

#### Âge de la population
La pyramide des âges, à savoir la répartition par sexe et âge de la population, du canton de Montrichard en 2009 ainsi que, comparativement, celle du département de Loir-et-Cher la même année sont représentées avec les graphiques ci-dessous.
La population du canton comporte 48,3 % d'hommes et 51,7 % de femmes. Elle présente en 2009 une structure par grands groupes d'âge plus âgée que celle de la France métropolitaine. 
Il existe en effet 65 jeunes de moins de 20 ans pour cent personnes de plus de 60 ans, alors que pour la France l'indice de jeunesse, qui est égal à la division de la part des moins de 20 ans par la part des plus de 60 ans, est de 1,06. L'indice de jeunesse du canton est également inférieur à celui  du département (0,83) et à celui de la région (0,95).
| Hommes | Classe d’âge | Femmes |
| ------ | ------------ | ------ |
| 0,8    | 90 ans ou +  | 2,3    |
| 11,3   | 75 à 89 ans  | 15,5   |
| 16,9   | 60 à 74 ans  | 17,5   |
| 20,0   | 45 à 59 ans  | 19,2   |
| 19,1   | 30 à 44 ans  | 17,8   |
| 14,6   | 15 à 29 ans  | 12,8   |
| 17,3   | 0 à 14 ans   | 14,9   |

| Hommes | Classe d’âge | Femmes |
| ------ | ------------ | ------ |
| 0,5    | 90 ans ou +  | 1,5    |
| 8,8    | 75 à 89 ans  | 12,1   |
| 15,4   | 60 à 74 ans  | 16,1   |
| 21,2   | 45 à 59 ans  | 20,5   |
| 19,6   | 30 à 44 ans  | 18,7   |
| 15,9   | 15 à 29 ans  | 14,3   |
| 18,6   | 0 à 14 ans   | 16,8   |

### Démographie depuis 2015
En 2022, le canton comptait 21 237 habitants, en évolution de +0,28 % par rapport à 2016 (Loir-et-Cher : −1,15 %, France hors Mayotte : +2,11 %).
| 2013   | 2018   | 2022   |
| ------ | ------ | ------ |
| 20 864 | 21 141 | 21 237 |